# حزب کار اسرائیل
حزب کار اسرائیل (به عبری: מפלגת העבודה הישראלית) از احزاب میانه و چپ‌گرای اسرائیل است. این حزب دارای باورهای صهیونیستی و سوسیالیستی است. حزب کارگر از احزاب قدیمی و مهم اسرائیل محسوب می‌شود که در سال ۱۹۶۸ تأسیس شده و تا سال ۱۹۷۷ تمام نخست‌وزیران این کشور با آن در ارتباط بودند. رهبر کنونی این حزب اسحاق هرتزوگ است که در سال ۲۰۱۳ به این مقام انتخاب شده است.
حزب کارگر از طرفداران فرایند صلح اسرائیل و فلسطین، رویکردهای پراگماتیستی در سیاست خارجی و سیاست‌های اقتصادی سوسیال دمکراتیک است.
پرچم رسمی حزب کارگر اسرائیل، به رنگ قرمز و به همراه عبارت عبری «عبوده» (עבודה) است. دفتر مرکزی حزب کارگر اسرائیل در محله هاتیکوا، تل‌آویو قرار دارد.
از چهره‌های شاخص تاریخ حزب کارگر اسرائیل می‌توان، اسحاق رابین، ایهود باراک و شیمون پرز را نام برد.
در سال ۲۰۱۱ یک انشعاب مهم در این حزب اتفاق افتاد. ایهود باراک رهبر این حزب از آن خارج شده و همراه با چهار نماینده کنست عضو حزب، حزب جدیدی را با نام استقلال تأسیس کرد. حزب کار در انتخابات ۲۰۱۳ موفق به کسب ۱۵ کرسی از ۱۲۰ کرسی کنست شد. آن‌ها در انتخابات ۲۰۱۵ تصمیم گرفتند با حزب هاتنوعا به رهبری تسیپی لیونی ائتلاف کرده و اتحاد صهیونیستی را شرکت دهند. این ائتلاف در انتخابات ۲۴ کرسی به دست آورده و پس از حزب لیکود (۳۰ کرسی) در رتبه دوم قرار گرفت که از این تعداد ۱۹ کرسی به اعضای حزب کار اختصاص دارد.

## عملکرد در انتخابات سراسری اسرائیل (۲۰۰۹)

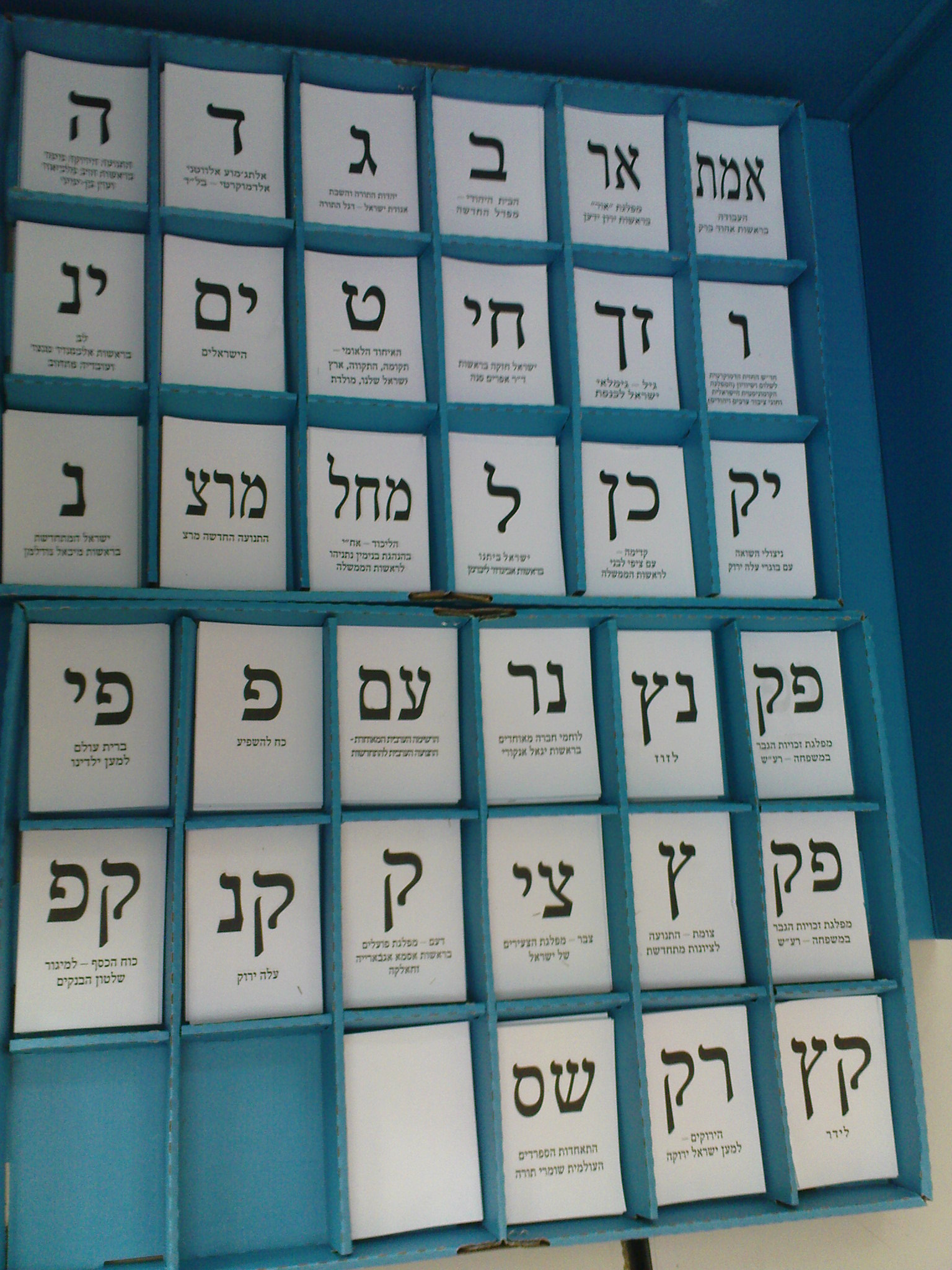
برگه‌های رای برای انتخابات پارلمانی اسرائیل

با پایان انتخابات سراسری اسرائیل و اعلام نتایج، حزب کارگر موفق به کسب ۱۳ کرسی از پارلمان ۱۲۰ عضوی اسرائیل شد.
در ۲۴ فوریه ۲۰۰۹ کنگرهٔ ویژهٔ حزب کارگر اسرائیل، به‌رغم اختلاف‌نظر شدید داخلی، با ائتلاف با حزب راست‌گرای لیکود به رهبری بنیامین نتانیاهو موافقت کرد. به این ترتیب، راه نتانیاهو برای تشکیل دولت ائتلافی در اسرائیل هموار شد.

## فهرست رهبران
| - لوی اشکول ۱۹۶۸–۱۹۶۹ - گلدا مایر ۱۹۶۹–۱۹۷۴ - اسحاق رابین ۱۹۷۴–۱۹۷۷ - شیمون پرز ۱۹۷۷–۱۹۹۲ - اسحاق رابین ۱۹۹۲–۱۹۹۵ - شیمون پرز ۱۹۹۵–۱۹۹۷ - ایهود باراک ۱۹۹۷–۲۰۰۱ | - بنیامین بن الیعزر ۲۰۰۱–۲۰۰۲ - آمرام میصنا ۲۰۰۲–۲۰۰۳ - شیمون پرز ۲۰۰۳–۲۰۰۵ - امیر پرتز ۲۰۰۵–۲۰۰۷ - ایهود باراک ۲۰۰۷–۲۰۱۱ - مایکل هریش ۲۰۱۱ (موقت) - شلی یاچیموویچ ۲۰۱۱–۲۰۱۳ - اسحاق هرتزوگ ۲۰۱۳ تاکنون |